# Valentyn Dem'janenko
Valentyn Jurijovyč Dem'janenko in ucraino Валентин Юрійович Дем'яненко? (Čerkasy, 23 ottobre 1983) è un canoista azero, vincitore della medaglia d'argento ai Giochi olimpici di Rio de Janeiro 2016 nel C1 200 m.

## Palmarès
- Giochi olimpici

Rio de Janeiro 2016: argento nel C1 200 m.
- Mondiali

Zagabria 2005: oro nel C1 200 m.
Szeged 2006: argento nel C1 200 m.
Dartmouth 2009: oro nel C1 200 m.
Szeged 2011: oro nel C1 200 m e argento nella staffetta C1 4 × 200 m.
Duisburg 2013: oro nel C1 200 m.
- Europei

Poznań 2005: argento nel C1 200 m.
Brandeburgo 2009: oro nel C1 200 m.
Belgrado 2011: oro nel C1 200 m e nel C1 500 m.
Montemor-o-Velho 2013: argento nel C1 200 m.
- Giochi europei

Baku 2015: argento nel C1 200 m.